# Шехи, Оргес
Оргес Шехи (алб. Orges Shehi; 20 сентября 1977, Дуррес) — албанский футболист, вратарь; тренер.

## Карьера
Свою карьеру начинал в албанском клубе «Теута». После успешных игр за клуб был вызван в в сборную Албании для игроков не старше 21 года. За эту сборную сыграл 7 матчей. Чуть позже, в 2010, он призовётся в основную сборную команду Албании.
Взлёт в его карьере пришёлся на тот период, когда он перешёл в «Партизани». Переход произошёл в 2005 году, а в 2008 он становится капитаном клуба. Летом 2009 года он вновь меняет клуб, на этот раз переходит в «Бесу». На тот момент Оргес — один из лучших вратарей Албанской Суперлиги.

## Достижения
Теута
- Обладатель Кубок Албании (1): 1999/2000

Беса
- Обладатель Кубок Албании (1): 2009/10

«Скендербеу»
- Чемпион Албании (6): 2010/11, 2011/12, 2012/13, 2013/14, 2014/15, 2015/16
- Бронзовый призёр чемпионата Албании (1): 2016/17